# 20e cérémonie des Aigles d'or
 (décembre 2024).
Motif : Certains titres français mentionnés sont peut-être des traductions littérales et donc n'existent pas en tant que titres. La présentation doit donc être différente pour ne pas créer d'ambiguïté.
La 20e cérémonie des Aigles d'or, organisée par l'Académie russe des sciences et des arts cinématographiques, se déroule à Mosfilm à Moscou le 28 janvier 2022 et récompense les films, téléfilms et séries russes sortis entre le 1er décembre 2020 et le 30 novembre 2021.

## Palmarès

### Aigle d'or du meilleur film
- Silverland : La Cité de glace (Серебряные коньки) de Mikhaïl Lokchine
  - Ivan Denissovitch (Иван Денисович) de Gleb Panfilov
  - Le capitaine Volkonogov s'est échappé (Капитан Волконогов бежал) de Natalia Merkoulova et Alexeï Tchoupov
  - Fire (Огонь) d'Alexeï Noujny
  - Les Leçons persanes (Уроки фарсиen) de Vadim Perelman

### Aigle d'or de la meilleure série télévisée
- La Septième Symphonie (Седьмая симфония) de Alexandre Kott
  - Grozny (Грозный) de Alexeï Andrianov
  - Demeure (Обитель) de Alexandre Veledinski

### Aigle d'or de la meilleure série de plateformes en ligne
- Vertinski (Вертинский) de Avdotia Smirnova
  - Les vampires de la voie du milieu (Вампиры средней полосы) de Anton Maslov
  - Les pingouins de ma mère (Пингвины моей мамы) de Natalia Mechtchaninova

### Aigle d'or du meilleur documentaire
- Bondartchouk. Battle (Бондарчук. Battle) de Ilya Belov[1]
  - Qui t'a vaincu personne (Кто тебя победил никто) de Lyubov Arkus
  - Baïkal. Les aventures incroyables de Yuma (Байкал. Удивительные приключения Юмы) de Anastasia Popova

### Aigle d'or du meilleur court métrage
- L'Ami (Друг) de Andreï Svetlov[1]
  - Pharmacie du Bonheur (Аптека счастья) de Oksana Mikheeva
  - Et salut ! (И привет!) de Boris Khlebnikov et Natalya Meshchaninova

### Aigle d'or du meilleur film d'animation
- Le Cheval Youli et les Grandes Courses de chevaux (Конь Юлий и большие скачки) de Darina Schmidt et Constantin Feoktistov
  - Alaska (Аляска) de Oksana Kouvaldina
  - Koschey: The Everlasting Story (Кощей. Начало) de Andreï Kolpine

### Aigle d'or du meilleur réalisateur
- Gleb Panfilov pour Ivan Denissovitch
  - Natalia Merkoulova et Alexeï Tchoupov pour Le capitaine Volkonogov s'est échappé
  - [Michael Lockshin] pour Silverland : La Cité de glace

### Aigle d'or du meilleur scénario
- Roman Kantor pour Les Patins d'argent
  - Natalia Merkoulova et Alexeï Tchoupov pour Le capitaine Volkonogov s'est échappé
  - Ilya Tsofin pour Les Leçons persanes

### Aigle d'or du meilleur acteur au cinéma
- Filipp Yankovsky pour son rôle dans Ivan Denissovitch
  - Iouri Borissov pour son rôle dans Le capitaine Volkonogov s'est échappé
  - Constantin Khabenski pour son rôle dans Fire (Огонь)

### Aigle d'or de la meilleure actrice au cinéma
- Maria Aronova pour son rôle dans Couple from the Future
  - Anna Mikhalkova pour son rôle dans Delo
  - Irina Starchenbaum pour son rôle dans Hostel

### Aigle d'or du meilleur acteur dans un second rôle
- Ivan Yankovsky pour son rôle dans Fire (Огонь)
  - Timofeï Tribountsev pour son rôle dans Le capitaine Volkonogov s'est échappé
  - Alexeï Gouskov pour son rôle dans Les Patins d'argent

### Aigle d'or de la meilleure actrice dans un second rôle
- Irina Gorbatcheva pour son rôle dans Fire (Огонь)
  - Daria Konyjeva pour son rôle dans Couple from the Future
  - Severija Janusauskaite pour son rôle dans Les Patins d'argent

### Aigle d'or du meilleur acteur dans une série
- Alexeï Gouskov pour son rôle dans La Septième Symphonie
  - Alexeï Filimonov pour son rôle dans Vertinski
  - Filipp Yankovsky pour son rôle dans Container

### Aigle d'or de la meilleure actrice dans une série
- Alexandra Oursouliak pour son rôle dans Les pingouins de ma mère
  - Alexandra Rebenok pour son rôle dans Demeure
  - Natalia Rogojkina pour son rôle dans La Septième Symphonie

### Aigle d'or de la meilleure photographie
- Igor Grinyakine pour Les Patins d'argent
  - Alexandre Alexandrov pour Hostel
  - Mikhail Milachine pour Fire (Огонь)

### Aigle d'or des meilleurs décors
- Alexandre Zagoskine pour Les Patins d'argent
  - Sergueï Fevraliev pour Le capitaine Volkonogov s'est échappé
  - Anastasia Karimoulina et Isabela Tikhonska pour Le Petit Cheval bossu

### Aigle d'or des meilleurs costumes
- Tatiana Patrakhaltseva et Galina Solodovnikova pour Les Patins d'argent
  - Nadejda Vasilieva pour Le capitaine Volkonogov s'est échappé
  - Nadejda Vasilieva et Olga Mikhaïlova pour Le Petit Cheval bossu

### Aigle d'or de la meilleure musique
- Alexeï Aïgui pour Neige blanche
  - Vadim Bibergan pour Ivan Denissovitch
  - Kirill Borodoulev pour Fire (Огонь)

### Aigle d'or du meilleur montage
- Maria Likhatcheva et Dmitr Slobtsov pour Les Patins d'argent
  - Olga Petrousevitch pour Ivan Denissovitch
  - Serik Beiseu et Konstantin Lartchenko pour Le Petit Cheval bossu

### Aigle d'or du meilleur son
- Alexeï Samodelko pour Fire (Огонь)
  - Nikita Gankine pour Ivan Denissovitch
  - Alexeï Samodelko pour Les Patins d'argent

### Aigle d'or du meilleur maquillage
- Petr Gorchenine et Tatyana Vavilova pour Le Dernier Chevalier : La Racine du mal
  - Anna Manovitskaya et Larisa Sverba pour Ivan Denissovitch
  - Tamara Frid pour Les Patins d'argent

### Aigle d'or des meilleurs effets spéciaux
- CGF pour Le Petit Cheval bossu
  - CGF pour Fire (Огонь)
  - CGF pour Les Patins d'argent

### Prix spécial
- Sergueï Chakourov pour sa contribution au cinéma (Le prix a été remis par Sergueï Garmash)

## Statistiques

### Récompenses/nominations multiples
Film :
- 6/12 : Les Patins d'argent
- 3/8 : Fire
- 2/7 : Ivan Denissovitch
- 1/4 : Le Petit Cheval bossu
- 1/2 : Couple from the Future
- 1/1 : Le Cheval Youli et les Grandes Courses de chevaux, L'Ami, Bondartchouk. Battle, Neige blanche
- 0/7 : Le capitaine Volkonogov s'est échappé
- 0/2 : Les Leçons persanes, Hostel

Télévision et en ligne :
- 2/3 : La Septième Symphonie
- 1/2 : Les pingouins de ma mère, Vertinski
- 0/2 : Demeure